# フィルタ (信号処理)
信号処理において、フィルタは、不要なコンポーネントや機能を信号から削除する、デバイスまたはプロセスである。

## 概要
以下にフィルタを分類する多くの異なる要素を示す。
これらは、多くの異なる方法で重なり合う。
単純な階層的な分類は存在しない。
- 線形または非線形（英語版）
- 時不変系または時変系（英語版）
- アナログフィルタ（英語版）またはデジタルフィルタ
- 離散時間（サンプリング）または連続信号
- 受動的または能動的連続時間フィルタの種類
- 無限インパルス応答（IIR）または有限インパルス応答（FIR）の離散時間またはデジタルフィルタのタイプ。

## 線形連続時間フィルタ
- チェビシェフフィルタ
- バターワースフィルタ
- ベッセルフィルタ
- 楕円フィルタ

- 定数Kフィルタ（英語版）
- M由来フィルタ（英語版）

### 用語
線形フィルタを分類するために使用されるいくつかの用語：
- 周波数応答は、どの周波数帯域を通過（通過帯域）または拒否する（ストップバンド（英語版））フィルタ回路かによって分類することができる。
  - ローパスフィルタ - 低周波数が通過し、高い周波数が減衰する。
  - ハイパスフィルタ - 高い周波数が通過し、低い周波数が減衰する。
  - バンドパスフィルタ - 特定の周波数帯域の周波数のみを通過する。
  - バンドストップフィルタ - 特定の周波数帯域内の周波数が減衰する。
  - ノッチフィルタ - 極端なバンドストップフィルタである。ただ一つの特定の周波数を拒否する。
  - くし形フィルタ
  - オールパスフィルタ（英語版） -すべての周波数を通過するが、出力の位相が変更される。
- カットオフ周波数

## 技術
フィルタは、多数の異なる技術で構築することができる。
同一の伝達関数は、フィルタの数学的性質である、いくつかの異なる方法で実現することができるのと同じであるが、物理的特性は全く異なる。
異なる技術の構成要素は、互いに直接に類似していると、それぞれのフィルタにおいて同じ役割を果たす。
例えば、電子機器の抵抗器、インダクタおよびコンデンサは力学のダンパー、質量とバネにそれぞれ対応する。
同様に、分散型の要素フィルタで対応するコンポーネントがある。
- 電子フィルタ（フィルタ回路） - 抵抗、インダクタンス、キャパシタンスから成る完全に受動的だった。アクティブテクノロジーは、設計が容易になり、フィルターの仕様に新たな可能性を開く。
- ディジタルフィルタ - デジタル形式で表された信号で動作する。デジタルフィルタの本質は、それが直接プログラミングまたはマイクロコードで、所望のフィルタ伝達関数に対応する、数学的アルゴリズムを実装することである。
- メカニカルフィルタ（英語版） - 機械的構成要素から構築される。電子信号を処理するために使用され、トランスデューサは機械的な振動から、これを変換するために設けられている。しかし、完全に機械的なドメインで動作するように設計されたフィルタも存在する。
- 光学フィルター - 照明や 撮影などの信号処理以外の目的のために開発された。

## 伝達関数
伝達関数のフィルタは、ほとんどの場合、複雑な周波数のドメインで定義されている。
伝達関数 {\displaystyle \ H(s)} フィルタの出力信号の比l {\displaystyle \ Y(s)} 入力信号 {\displaystyle \ X(s)} 複素周波数の関数 {\displaystyle \ s}:
{\displaystyle \ H(s)={\frac {Y(s)}{X(s)}}}
{\displaystyle \ s=\sigma +j\omega }.

### 分類
- バターワースフィルタ
- チェビシェフフィルタ（タイプI）
- チェビシェフフィルタ（タイプII）
- ベッセルフィルタ
- 楕円フィルタ
- Optimum "L" filter（英語版）
- ガウスフィルタ（英語版）
- 砂時計フィルタ（英語版）
- 二乗余弦フィルタ（英語版）

## 特定の目的のためのフィルタ
- オーディオフィルタ（英語版）
- 線形フィルタ（英語版）
- Scaled correlation（英語版）
- テクスチャフィルタリング

### データからノイズを除去するフィルタ
- ウィーナーフィルタ（英語版）
- カルマンフィルタ
- Savitzky–Golay smoothing filter（英語版）